# Кабаньяс, Хосе Тринидад
Хосе Тринидад Кабаньяс Фьяльос (исп. José Trinidad Cabañas; 9 июня 1805, Тегусигальпа — 8 января 1871, Комаягуа) — политический, государственный и военный деятель Гондураса, занимавший пост президента Гондураса (1 марта 1852–18 октября 1855), генерал. Член Либеральной партии Гондураса.

## Биография
Учился в школе при Тридентинском колледже в Комаягуа, где изучал латынь, риторику, теологию и философию. В 1827 году вступил в армию.
Позже присоединился к вооружённым силам Соединённых провинций Центральной Америки, где служил заместителем генерала Франсиско Морасана и со временем стал генералом Федеральной армии, получив политическое и военное руководство, что принесло ему должность депутата Учредительного собрания.
Либеральный политик, роль которого в истории Гондураса началась с гражданской войны в Центральной Америке 1826-1829 годов. Стал центральноамериканским национальным героем, когда попытался воссоединить страны Центральной Америки во времена режима Франсиско Морасана. 
Участник сражений в Сан-Сальвадоре, Лас-Чаркасе, отличился в битвах при Эспируту-Санто и в битвах при Сан-Педро-Перулапан в Сальвадоре в 1839 году.
С марта 1852 по октябрь 1855 года занимал пост президента Гондураса.
Во время своего президентства попытался построить железную дорогу в Гондурасе. Его поддерживали народы Центральной Америки, но его либеральные убеждения не нашли поддержки посреди консерваторов, представитель которых пришел к власти скоро после выхода Кабаньяса в отставку.